# Comité consultatif des réseaux d'observation météorologique
Le Comité consultatif des réseaux d'observation météorologique ou CCROM est un organisme météorologique français créé en décembre 2004 par le ministère des Transports. Il est chargé d'instaurer un dialogue entre les différents intervenants, dans le domaine de l'observation météorologique. Il se réunit au moins une fois par an.

## Liens
- Décret créant le CCROM
- Site officiel